# Gigantocypris dracontovalis
Gigantocypris dracontovalis är en kräftdjursart som beskrevs av Cannon 1940. Gigantocypris dracontovalis ingår i släktet Gigantocypris och familjen Cypridinidae. Inga underarter finns listade i Catalogue of Life.